# 阿爾帕馬約河
阿爾帕馬約河（西班牙語：Quebrada Los Cedros）是秘魯的河流，位於該國北部安卡什大區的瓦伊拉斯省，發源自阿爾帕瑪尤山西北部，該河流最終注入桑塔河。